# Chiesa di San Bartolomeo (Piacenza)

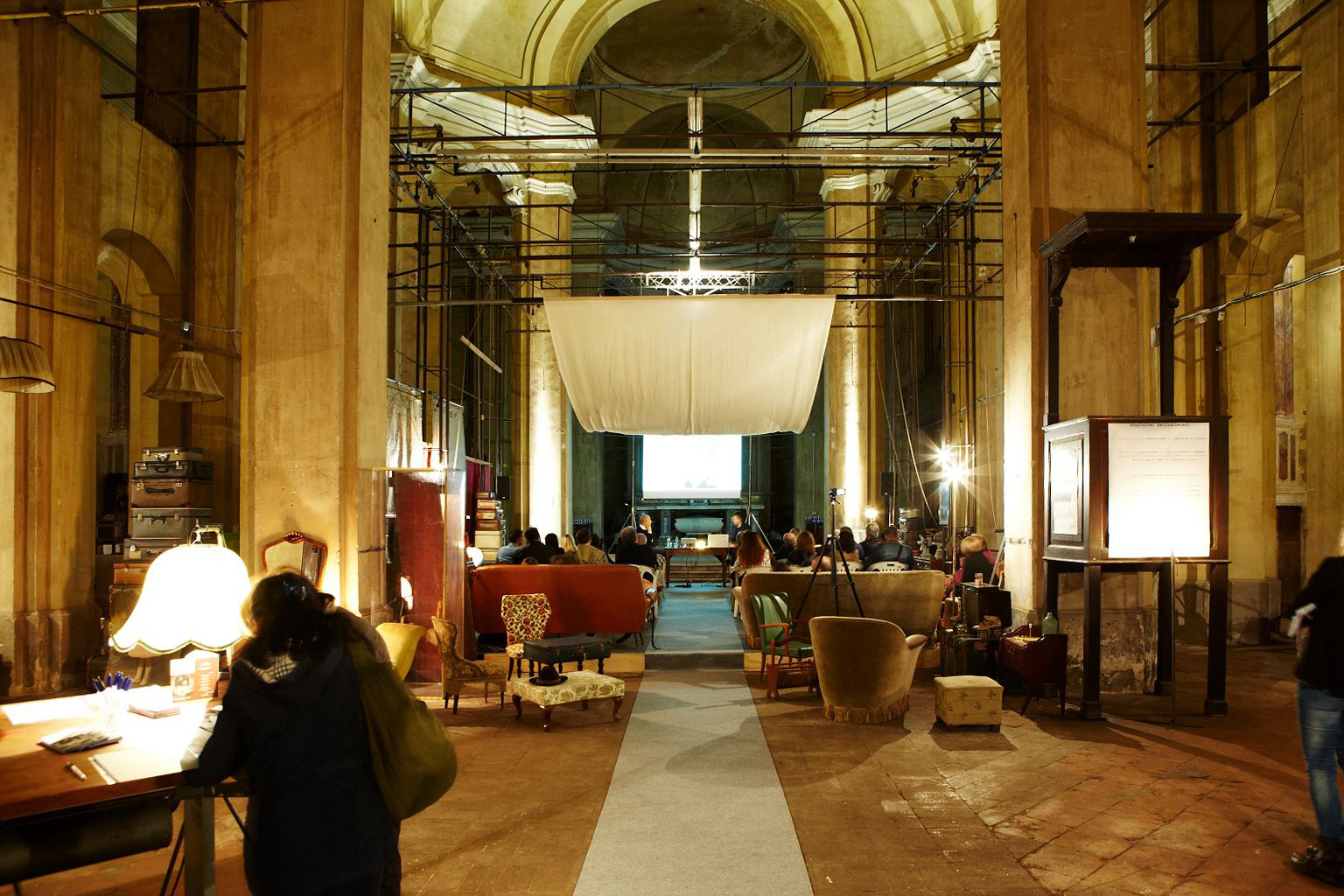
Interno della chiesa di San Bartolomeo

La chiesa di San Bartolomeo è una chiesa di rito ortodosso situata a Piacenza ed eretta alla fine del XVIII secolo in stile barocco su progetto dell'architetto Francesco Croce. È situata nell'omonima via cittadina, all'interno della cerchia delle mura nel centro storico cittadino, sull'asse di raccordo tra la via Emilia, di origine romana, e la medievale via Francigena o Romea.
Una prima chiesa venne originariamente costruita nel 1479 e ricostruita nel 1570 dai gesuati. Con la soppressione di quest'ordine, passò agli agostiniani scalzi che la fecero nuovamente ricostruire tra il 1754 e il 1763. Fu sconsacrata nel 1983 in seguito al crollo del tetto. A partire dagli anni 2020 è stata riaperta al culto da parte della comunità ortodossa macedone.
Alla chiesa erano annessi un ospedale di origine duecentesca, ricostruito nel 1494, e un convento, edificato nel 1479 insieme alla prima chiesa.

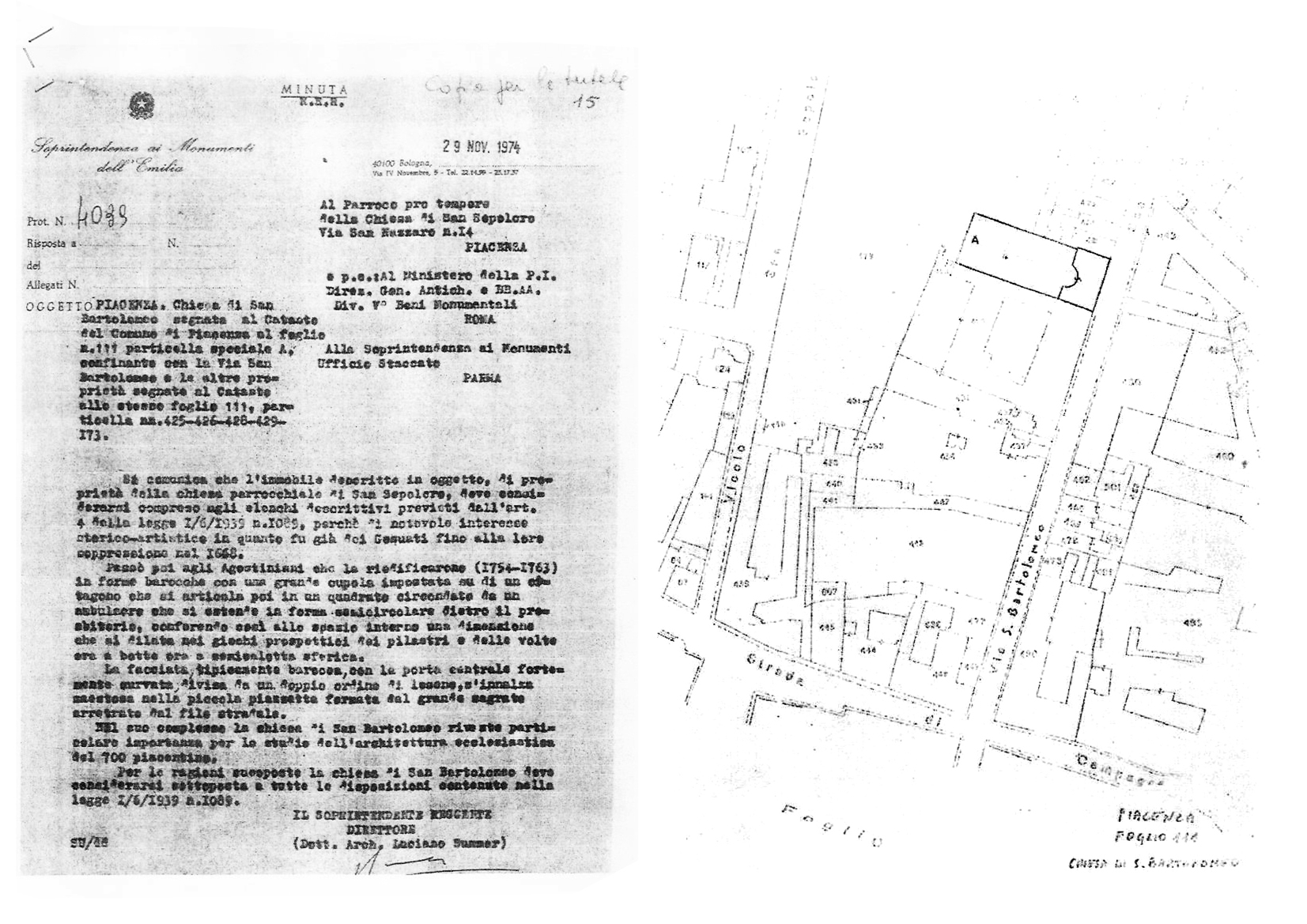
Decreto di vincolo della Soprintendenza

## Storia

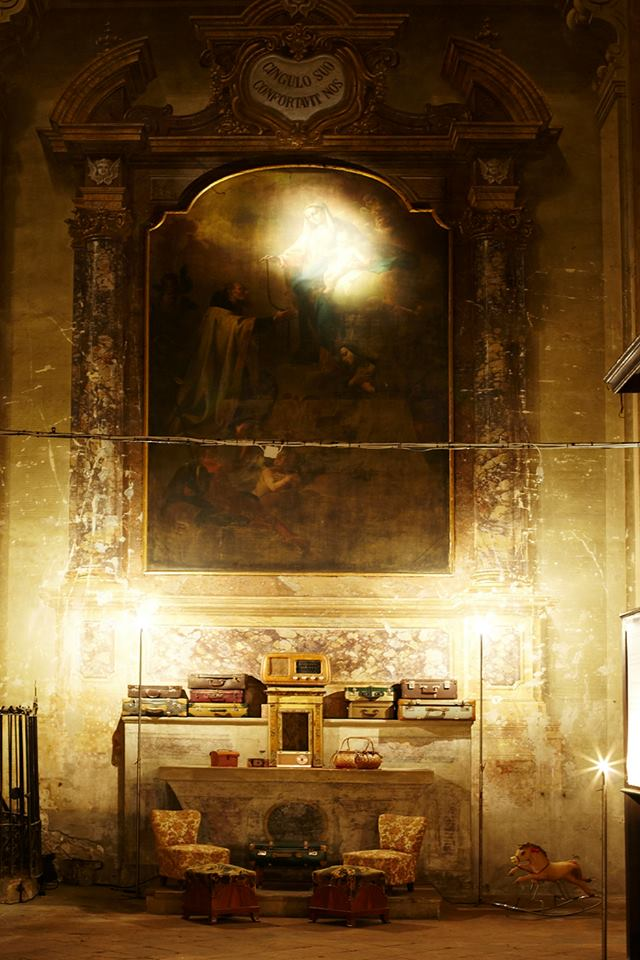
Primo altare a sinistra, cappella affrescata in stile neobarocco dal pittore piacentino Domenico Stroppa

### Origini
Le origini dell'edificio religioso dedicato a Bartolomeo apostolo risalgono al XIII secolo; al 1248 risale la prima citazione di un ospedale con cappella costruito grazie a una donazione di un certo Leonardo Cornaglia per un ammontare di 40 soldi.
L'8 maggio 1473, l'ospedale di San Bartolomeo, all'epoca diretto dal medico Luigi Borla e oramai in decadenza, fu incorporato nell'ospedale Grande della città, con la condizione che gli fosse concesso il giuspatronato sulla chiesa annessa, la cui fondazione era ascrivibile agli antenati del Borla. Cinque anni dopo, nel 1478, il vescovo di Piacenza, Fabrizio Marliani, concesse la chiesa di San Bartolomeo all'ordine dei gesuati. Nel febbraio dello stesso anno i rettori dell'Ospedale Grande diedero in affitto l'ospedale di San Bartolomeo apostolo e alcuni fondi annessi ai gesuati. 
Il 3 marzo del 1479 il vescovo Marliani posò la prima pietra del nuovo convento, dedito ad ospitare i religiosi, situato presso l'ospedale. Nello stesso 1479, inoltre, il sacerdote Francesco Seccamelica diede inizio alla costruzione, che non riuscì a completare e che fu, infine, portata a compimento dai gesuati, di una chiesa annessa al convento e all'ospedale.
Nel 1485 i gesuati acquisirono la proprietà degli edifici e dei fondi annessi, diritto che venne definitivamente confermato solo nel 1488 dopo una serie di vertenze con i rettori dell'Ospedale Grande. Gli accordi definitivi impegnarono, comunque, i religiosi al pagamento a cadenza annuale di una somma di 70 lire imperiali a favore dell'Ospedale Grande. Nel 1494 i gesuati fecero ricostruire anche l'ospedale, ormai ridotto in rovina.
Nel 1570 la chiesa fu ricostruita, sempre ad opera dei gesuati, sfruttando un terreno che l'ordine religioso aveva ricevuto in donazione nel 1516 dai canonici lateranensi. La costruzione dell'edificio, che mantenne la consacrazione a San Bartolomeo, fu finanziata da elemosine per un totale di 2 500 lire messe a disposizione, tra gli altri dal duca di Parma e Piacenza Ottavio Farnese e dal vescovo di Piacenza Paolo Burali d'Arezzo.
L'8 dicembre 1668 una bolla di papa Clemente IX soppresse l'ordine dei gesuati, conseguentemente il 26 dicembre monsignor Stefano Portapuglia, canonico della cattedrale e generale vicario vescovile ordinò ai frati l'abbandono del convento di San Bartolomeo, che fu eretto in commenda per monsignor Giambattista Anguissola di Vigolzone e ospitò per un breve periodo le monache benedettine, mentre la chiesa fu posta temporaneamente sotto le cure di un cappellano che prese possesso del proprio incarico il 3 gennaio 1669 venendo, poi, sconsacrata il 25 giugno 1673.
A partire dal 1681 il convento ospitò gli agostiniani scalzi, poi, il 1º settembre 1696, il vescovo di Piacenza Giorgio Barni ne approvò la vendita, insieme con l'orto annesso e l'uso della chiesa all'ordine al prezzo di 5 800 scudi romani. Il 23 maggio 1751 gli agostiniani scalzi estinsero il pagamento annuo all'Ospedale Grande mediante il pagamento di una somma di 2 500 lire a favore dell'ospedale stesso.

### L'edificio barocco

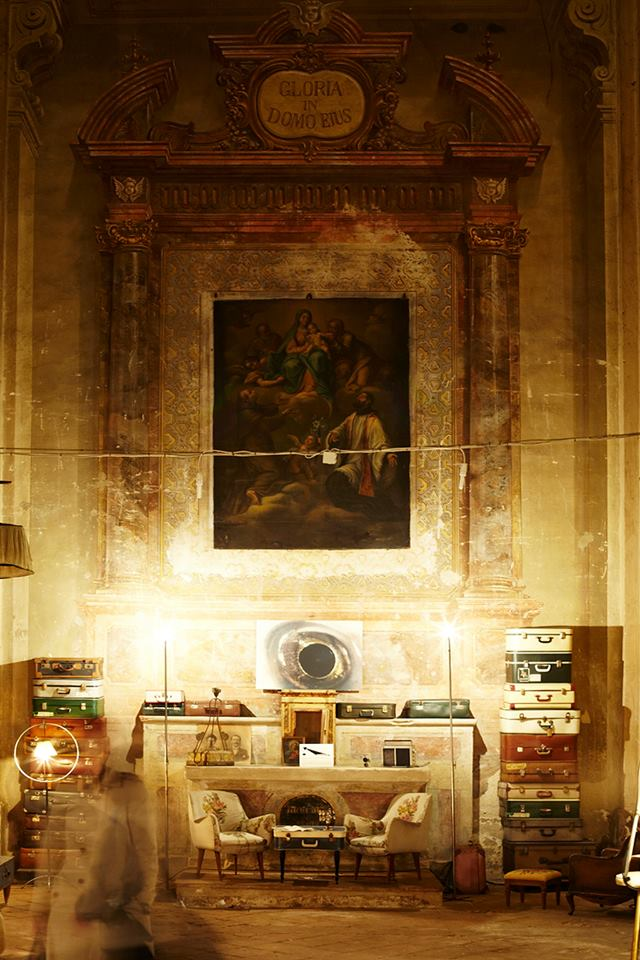
Primo altare a destra, cappella affrescata in stile neobarocco dal pittore piacentino Domenico Stroppa

Nel 1754 gli agostiniani scalzi commissionarono il progetto per la realizzazione di una nuova chiesa all'architetto Francesco Croce, che in seguito fu architetto capo della fabbrica del duomo di Milano, di cui progettò e diresse la realizzazione della guglia principale. I lavori di costruzione durarono 9 anni fino al 1763 e furono eseguiti a spese di un monaco agostiniano membro del ramo piacentino dei conti Capece o Cavazzo della Somaglia. Nel mese di marzo del 1763 la nuova chiesa fu benedetta dal vescovo di Piacenza Pietro Cristiani.
Nel 1799, a seguito della battaglia della Trebbia combattuta tra le forze francesi comandate dal generale Macdonald e le forze austro-russe guidate dal generale Suvorov, la chiesa, così come diversi edifici religiosi piacentini, venne temporaneamente adibita a ospedale da campo adibito alla cura dei feriti austriaci e russi.
Gli agostiniani scalzi mantennero la gestione della chiesa fino al 1805, quando il convento venne soppresso. A differenza del convento, che passò sotto la proprietà del demanio, La chiesa non venne chiusa, diventando sede di parrocchia, a seguito del trasferimento della vicina parrocchia di San Sepolcro, dalla quale furono trasferite diverse opere d'arte tra cui un Sant'Antonio di Carlo Francesco Nuvolone, che venne posizionato nel coro e una Riseurrezione di Nostro Signore di Luca Cattapane che fu posto sul lato dell'epistola dell'altare principale.
Nell'agosto del 1881 due cappelle laterali della chiesa vennero ornate in stile neobarocco dal pittore piacentino Domenico Stroppa.
Nel 1902 la chiesa cessò la sua funzione di parrocchiale a seguito della decisione del vescovo Giovanni Battista Scalabrini di riaprire al culto la vicina chiesa di San Sepolcro, sotto la cui giurisdizione venne posta la chiesa di San Bartolomeo. Entrambe le chiese vennero affidate ai padri salesiani della Società salesiana di San Giovanni Bosco il 16 dicembre 1936.
Nel novembre 1974 l'edificio fu sottoposto a vincolo da parte della Soprintendenza ai Monumenti dell'Emilia; i resti del convento, situati nelle vicinanze della chiesa erano stati sottoposti a vincolo pochi mesi prima, nel febbraio dello stesso anno.
Nel 1983 la chiesa fu chiusa definitivamente al culto e sconsacrata a causa del crollo di una porzione del tetto. Nel 1985, rifatta la copertura, l'edificio fu concesso alla "Associazione dei pittori e scultori piacentini", a cui successe, in seguito, la compagnia di teatro stabile "Teatro gioco vita", diretta da Diego Maj che la adibì ad atelier dedicato alla realizzazione delle produzioni e alla ricerca. Nel 2013 la chiesa venne concessa all'associazione culturale di promozione sociale sanbART, il cui obiettivo ufficiale era il recupero di un luogo urbano abbandonato tramite l'organizzazione di manifestazioni di carattere artistico e culturale.
Rimasta comunque nelle dipendenze della diocesi di Piacenza-Bobbio e accatastata ufficialmente come magazzino, la chiesa venne donata alla fine del 2020 alla comunità piacentina della chiesa ortodossa macedone da parte di alcuni membri della comunità stessa, con l'obiettivo di adibirla a luogo di culto della comunità in sostituzione della meno capiente chiesa di San Fermo, ottenendo poi il riconoscimento ufficiale da parte della chiesa ortodossa macedone.

## Struttura

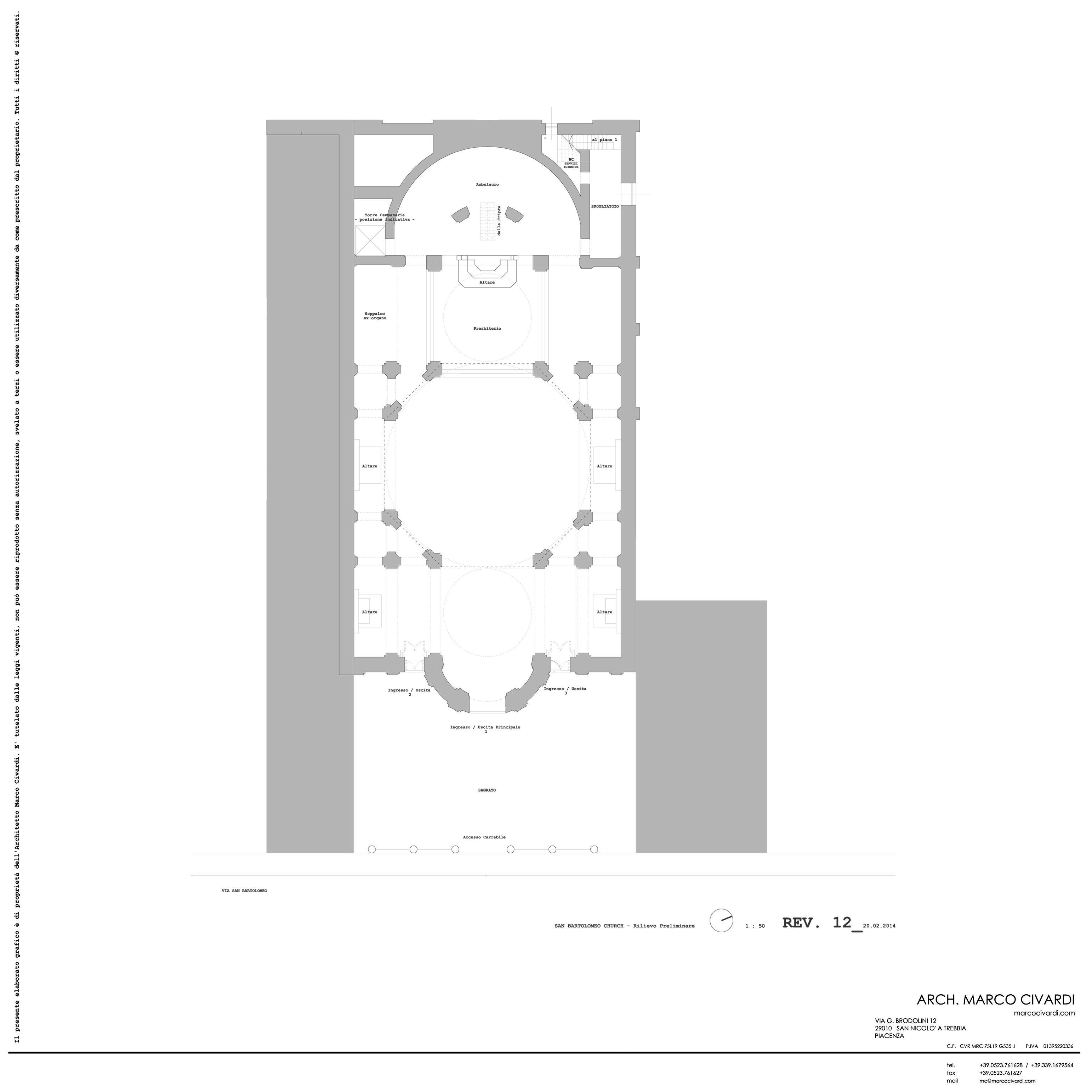
Pianta della chiesa di San Bartolomeo

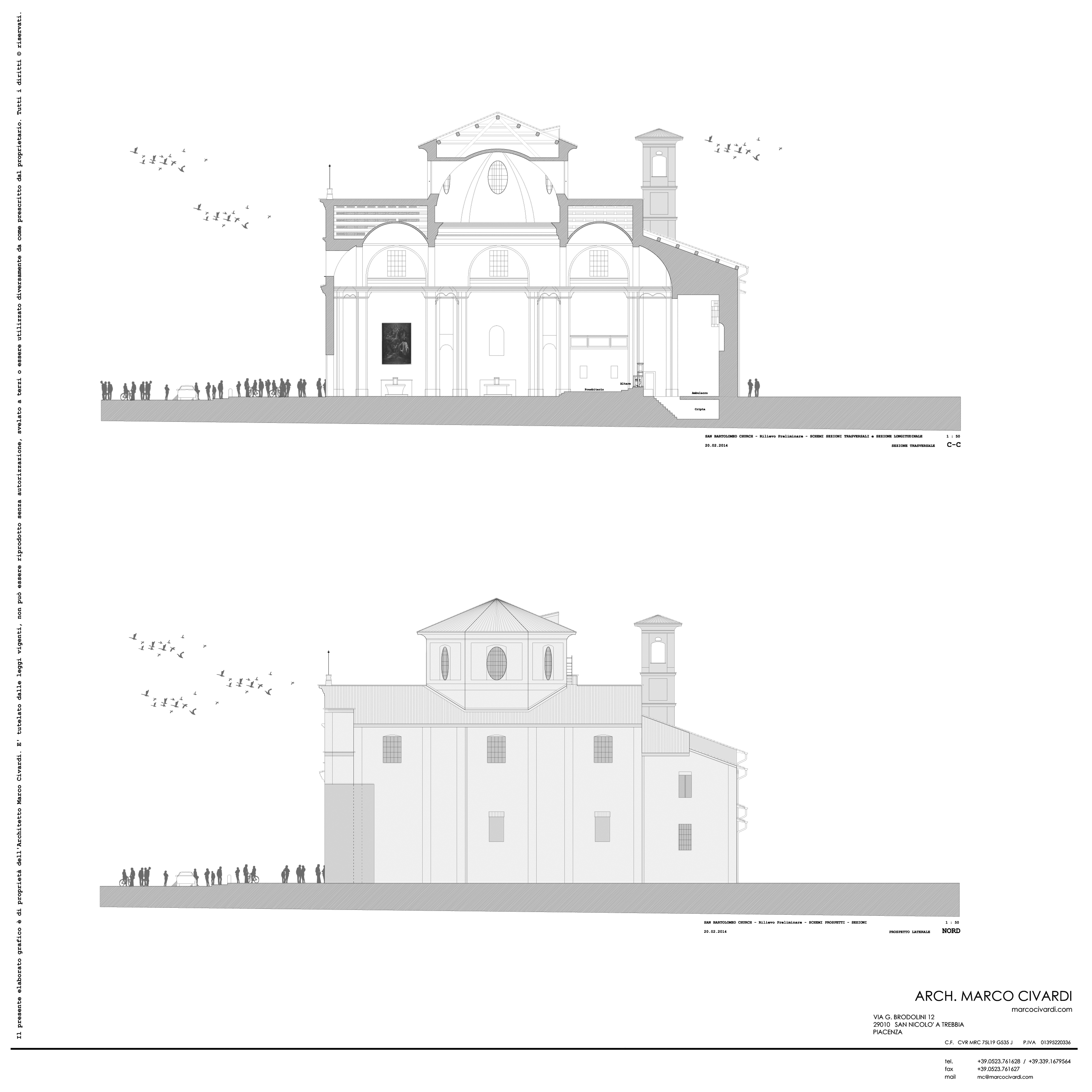
Sezione e prospetto della chiesa di San Bartolomeo

La chiesa presenta una facciata in cotto, posta tra l'ex convento e un edificio civile. La parte centrale della facciata è convessa e piuttosto sporgente rispetto alle ali rettilinee: si tratta di una ripresa dei modelli dell'architettura barocca romana di Francesco Borromini e Pietro da Cortona. La facciata presenta un'alternanza di linee concave e convesse, in analogia con la chiesa di Santa Margherita di Piacenza, la chiesa di San Maurizio di Pianello Val Tidone e la chiesa di San Giovanni Battista di Casaliggio di Gragnano Trebbiense.
L'interno è articolato in uno schema a pianta centrale che si innesta entro un più vasto perimetro rettangolare murario. Lo spazio centrale è definito da pilastri disposti in quattro terne triangolari che compongono un ottagono e sostengono una cupola. Sul fondo, dietro al presbiterio, è presente un'abside coperta a semicupola, con tre pilastri che dividono lo spazio centrale da un deambulatorio. Sul lato di ingresso si trova un'altra abside coperta a semicupola, che corrisponde alla sporgenza convessa sulla facciata.
Le quattro terne di pilastri e i tre pilastri singoli sono collegati da arcatelle bilobate con nervature mistilinee, che rappresentano l'unico elemento decorativo. La cupola centrale ha otto finestre sul basso tamburo ed è ritmata da otto costolature terminanti nel rosone centrale, che contiene un affresco di Federigo Ferrari raffigurante San Bartolomeo.
Lo spazio non viene colto nella sua totalità dall'ingresso per la presenza dei pilastri, usati come diaframmi con funzione scenografica a suddividere un ambiente planimetricamente unitario e che guidano prospetticamente lo sguardo sull'abside di fondo. La moltiplicazione illusoria degli spazi suggerisce la presenza di altri vani. Il ritmo delle arcate e delle arcatelle tra i pilastri è sottolineato dalla luce che scende dalla cupola.